# Феодосий (Вадбольский)
Епископ Феодосий (в миру князь Фёдор Фёдорович Вадбольский-Белозерский; 1663 — 13 августа 1712) — епископ Сарский и Подонский (Крутицкий).
Прадед художника Владимира Глебова-Вадбольского.

## Биография
С конца 1702 года — архимандрит Можайского Лужецкого Рождество-Богородицкого монастыря.
С середины 1704 года — архимандрит Московского Чудова монастыря.
25 марта 1711 года хиротонисан во епископа Сарского и Подонского.
Скончался 13 августа 1712 года.